# Ichneumon tunicatus
Ichneumon tunicatus là một loài tò vò trong họ Ichneumonidae.